# Phan Phụng
Phan Phụng (giản thể: 潘凤; phồn thể: 潘鳳; bính âm: Pan Feng) là nhân vật hư cấu trong tiểu thuyết Tam quốc diễn nghĩa của La Quán Trung.

## Trong tiểu thuyết
Trong tiểu thuyết Tam quốc diễn nghĩa của La Quán Trung, Phan Phụng xuất hiện ở hồi 5, là thượng tướng dưới trướng chư hầu Hàn Phức, sử dụng vũ khí là một cây búa lớn.
Khi 18 trấn chư hầu liên minh đánh Đổng Trác, cất quân tấn công ải Tị Thủy. Tướng giữ ải là Kiêu kỵ hiệu úy Hoa Hùng lần lượt chém chết em trai của chư hầu Bào Tín là Bào Trung, đánh bại chư hầu Tôn Kiên, giết bộ tướng của Kiên là Tổ Mậu, khiến liên minh mất hết nhuệ khí. Trong lúc minh chủ Viên Thiệu đang lo lắng, thì Hoa Hùng dẫn quân xuống ải, dùng gậy treo mũ của Tôn Kiên lên, quát mắng thách thức quân chư hầu.
Viên Thiệu hỏi:
Ai dám ra trận?
Kiêu tướng Du Thiệp của chư hầu Viên Thuật ra trận, chưa được 3 hiệp thì bị Hoa Hùng chém chết. Trong lúc các chư hầu hoảng sợ, Hàn Phức lại nói:
Tôi có thượng tướng Phan Phụng, có thể chém được Hoa Hùng.
Phan Phụng xách búa lên ngựa, vừa đi chưa được bao lâu thì có thám tử về báo:
Phan Phụng bị Hoa Hùng chém.
Các tướng đều thất sắc.

## Trong văn hóa đại chúng

### Điện ảnh
Hình tượng Phan Phụng được bổ sung trong các phiên bản phim truyền hình bối cảnh Tam quốc, đa số là câu hồi đáp Hàn Phức:
- Mạt tướng tuân lệnh. Đem binh khí ra đây. (Tam quốc diễn nghĩa)
- Thằng nhãi ranh ăn nói bậy bạ, ta là Phan Phụng, mau đến chịu chết! (Lã Bố và Điêu Thuyền)
- Có gì không dám? Búa lớn của ta đã sớm khó nhịn đói khát! (Tân Tam quốc diễn nghĩa)

### Truyện tranh
Trong truyện tranh Hỏa phụng liêu nguyên, Phan Phụng là một nhân vật được khắc họa sâu trong những tập đầu, là một viên tướng có địa vị cao, kiêu ngạo, tự mãn. Đặc biệt, trong truyện còn có chi tiết Phan Phụng hành hung và sỉ nhục Lưu Bị, Quan Vũ, Trương Phi. Một số lời thoại đặc sắc:
- [Khung cảnh hùng tráng quá! Dù tử trận cũng không hối tiếc! Cảm giác như giữa trời và đất chỉ còn hai người.] Có điều, trên chiến trường, cuối cùng chỉ còn lại một người. Vũ đài hoành tráng này chỉ hạ màn sau khi nhân vật chính thắng trận. Nhân vật ấy chính là ta: Phan Phụng.
- Phép khích tướng của chủ tử nghe không thuận tai lắm... nhưng thấy lũ bị thịt kia cùng cục diện rối rắm này, Phan mỗ không thể khoanh tay đứng nhìn.

### Nhân vật Internet
Vì những biểu hiện trong tiểu thuyết và các tác phẩm diễn sinh, nên Phan Phụng thường được cộng đồng mạng đem ra để trêu chọc trên internet, đặc biệt là cụm từ "Vô song thượng tướng" và "Tôi có thượng tướng Phan Phụng".